# Kolumbianische Riesenkröte
Die Kolumbianische Riesenkröte (Bufo blombergi, Syn.: Rhaebo blombergi), auch als Blombergkröte bezeichnet, ist ein Froschlurch aus der Familie der Kröten. Das Artepitheton ehrt den schwedischen Forschungsreisenden Rolf Blomberg, der die Art 1950 entdeckt hatte.

## Merkmale
Mit einer maximalen Kopf-Rumpf-Länge von etwa 24 Zentimetern gilt sie neben der Aga-Kröte als größte Krötenart der Erde und gehört nach dem Goliathfrosch zu den weltweit größten Froschlurchen.
Die Art hat eine plumpe Gestalt und eine oberseits hellbraune, warzige Haut. Die Flanken sind dunkler abgesetzt, während die Bauchseite wieder hell ist.

## Lebensraum und Lebensweise
Sie lebt in feuchten, sumpfigen Waldgebieten in einem Streifen entlang der Pazifikküste von Kolumbien und Ecuador. Mit bis zu 50.000 Eiern in einer Brutsaison produziert sie so viel Laich wie kaum ein anderer Lurch. Dieser wird, wie für Kröten typisch, in langen Schnüren ins Wasser abgegeben.